# Christian Pabst

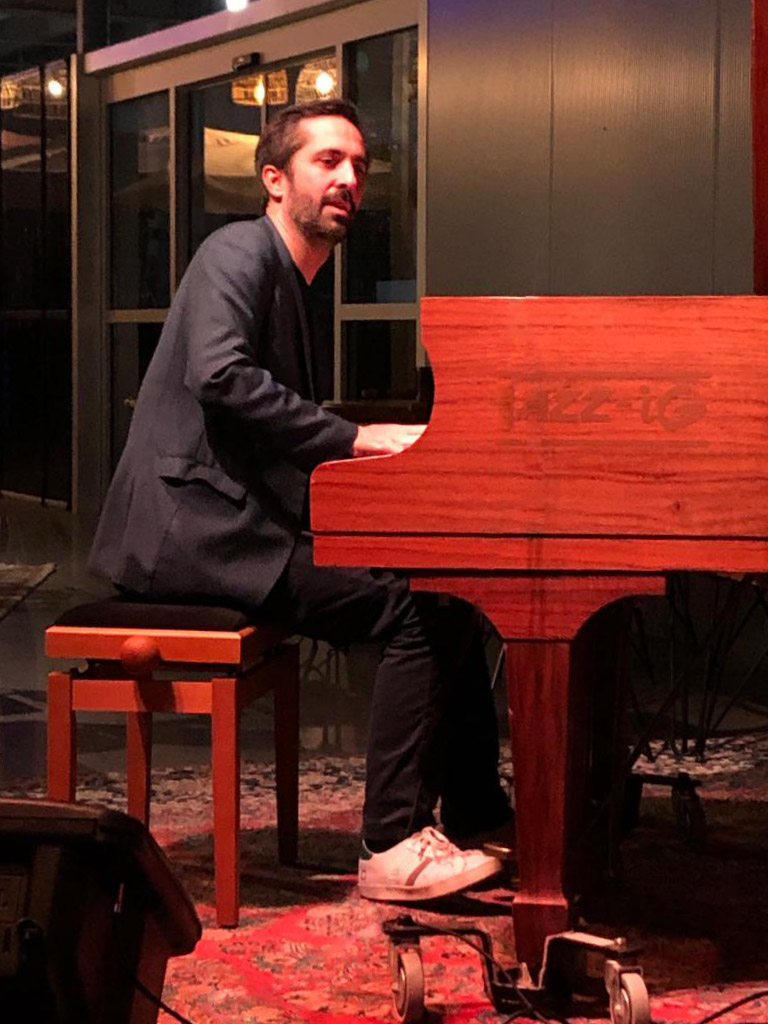
Christian Pabst 2022 live im Rahmen eines Konzerts der Jazz-IG Göppingen

Christian Pabst (* 1984 in Saarlouis) ist ein deutscher Jazzmusiker (Piano, Komposition), der in Italien lebt.

## Leben und Wirken
Pabst begann im Alter von sieben Jahren Klavier zu spielen. Mit 15 Jahren wurde er Mitglied der Landes-Schüler-Bigband des Saarlandes, in der er den Jazz entdeckte und mit der er in England und Sizilien tourte. Er gehörte dann zum Jugendjazzorchester des Saarlandes unter Leitung von Georg Ruby, mit dem 2009 das Album The Halberg Sessions entstand, für das er auch komponierte. Er gründete mit zweien seiner Mitmusiker, dem Bassisten David Andres und dem Schlagzeuger Andreas Klein, dazu der Sängerin Eva Flieger und dem Trompeter Matthias Flieger, das Quintett Funkintension, mit dem sie bei der Bundesbegegnung Jugend jazzt 2005 mehrere Preise gewannen und bei zahlreichen Festivals im In- und Ausland auftraten. 2006 begann er am Konservatorium von Amsterdam sein Studium im Fach Jazz-Piano, das er im Rahmen des Studiengangs European Jazz Master in Paris und Kopenhagen fortsetzte. Im Anschluss folgte ein Studium der Filmmusik in Amsterdam.
Mit seinem Trio trat Pabst beim North Sea Jazz Festival 2010 auf und legte 2011 sein Debütalbum Days of Infinity mit Gaststar Gerard Presencer vor. Daneben gehörte er dem Bujazzo an, mit dem er auf dessen Album Calcutta Ending dokumentiert ist. In mittelgroßer Besetzung mit Streichern und Bläsern folgte 2014 Pabsts Album Song of Opposites, dem sich die Trio-Alben Inner Voice (2018, mit Marco Zenini und Erik Kooger) und Balbec (2021, mit André Nendza und Kooger) anschlossen, die sich „mit originellen Eigenkompositionen Pabsts und einer eigenen Klangästhetik“ von üblichen Klaviertrios unterschieden: „Mal lyrisch, mal cineastisch bildhaft, mal energiegeladen.“ 2023 veröffentlichte Pabst im Trio mit Francesco Pierotti (Bass) und Lorenzo Brilli (Schlagzeug) das Album The Palm Tree Line mit Songs von Nino Rota, Leonard Bernstein, Ernesto Lecuona und ihm selbst. Als Pianist spielte er 2024 auch im Jazzorchester der HfM Saar.
Daneben arbeitete Pabst mit Musikern wie Adrian Mears, Ro Gebhardt, Lionel Loueke, Luboš Soukup, Jasper Somsen, Anna Maria Schuller, Hendrik Müller sowie Yaşam Hancılar und mit James Cammacks Pitch Plot4. Als musikalischer Leiter von Sven Ratzke arrangierte er mehrere Showprogramme und Fernsehsendungen. Weiter komponierte er die Musik für mehrere Kurzfilme und übernahm Lehraufträge am Konservatorium Amsterdam und der Hochschule für Musik Saar.

## Diskografische Hinweise
- 2011: Christian Pabst Trio feat. Gerard Presencer: Days of Infinity (Challenge Records)
- 2014: Song of Opposites (Housemaster Records, mit David Andres, Kaspars Kurdeko, Claudia Valenzuela, Maria Sofia Espiga, Béa Andrés, Florian Sperzel, Bernard van Rossum, Lukas Jochner, Anna-Maria Nitschke)
- 2018: Inner Voice (Mochermusic)
- 2021: Balbec (Jazzsick Records)
- 2022: Luboš Soukup & Christian Pabst: Levitas (Animal Music)
- 2023: The Palm Tree Line (Jazzsick Records)
- 2025: Rhythm Riot (Jazzsick Records)[12]